# Mix (Manga)
Mix (jap.: ミックス) ist eine Mangareihe von Mangaka Mitsuru Adachi, die seit 2012 in Japan erscheint. Die Comedy-Sport-Serie wurde 2019 und 2023 als Anime umgesetzt, der international auch als Mix: Meisei Story bekannt wurde. Die Geschichte setzt die Serie Touch von Adachi fort und erzählt von zwei Stiefbrüdern, die 30 Jahre nach der Handlung von Touch an der gleichen Schule ebenfalls zum Baseball-Landesturnier wollen.

## Inhalt
Die Geschwister Otomi und Sōichirō leben zusammen mit ihrem Stiefbruder Tōma Tachibana, seit ihre Eltern erneut geheiratet haben, nachdem Tōmas Mutter und Sōichirōs und Otomis Vater früh gestorben sind. Nachdem sie im Alter von fünf Jahren eine neue Familie wurden, kamen sie sich so nahe wie leibliche Geschwister und viele halten die beiden Stiefbrüder für Zwillinge, da sie sogar am gleichen Tag geboren wurden. Nun sind sie im Baseball-Klub der Meisei-Mittelschule engagiert. Obwohl beide sehr gut sind, vor allem Tōma als Pitcher zusammen mit Sōichirō als Catcher, werden sie kaum eingesetzt. Der Teamkapitän Tadashi Imagawa und der Trainer bevorzugen Daisuke Nikaidō, den Sohn eines wichtigen Schulsponsors und langer Freund Imagawas. Der erzielt als Pitcher nur mittelmäßige Ergebnisse und bleibt oft nicht lange beim Training. Die Tachibana-Brüder haben sich längst damit arrangiert, üben heimlich und warten ab, bis der ein Jahr über ihnen stehende Nikaidō die Schule verlässt. Doch der, zusammen mit Otomi, neu in die erste Klasse der Mittelschule gekommene Heißsporn Ichiban Natsuno regt sich zunächst darüber auf. Denn auch er wird trotz seiner Fähigkeiten als Pitcher auf andere Positionen gesetzt. Die Brüder und andere Teamkameraden beruhigen ihn und vertrösten Natsuno auf später. Als dann das letzte Spiel der Saison ansteht, in dem wieder Nikaidō als Pitcher eingesetzt ist, verlieren sie. Kurz darauf wird bekannt, dass Nikaidō eine schwere Herzkrankheit hat und nach dem Spiel eine Operation anstand. Bevor er diese vielleicht nicht überlebt, wollten ihm sein Vater, Freund und Trainer noch ermöglichen, als Pitcher gespielt zu haben. Auch wenn Nikaidō schließlich die Operation durchsteht, kann er nicht mehr spielen. Der Trainer tritt zurück und für die Tachibana-Brüder ist der Weg an die Spitzenposition im Team frei.
Im nächsten Jahr kommen die Brüder in die Oberschule der Meisei. Im Baseball-Klub werden gleiche hohe Erwartungen an sie gestellt. Der neue Trainer Gorō Ōyama ist zunächst skeptisch, aber doch schnell von den Fähigkeiten der Neuzugänge überzeugt. Er stellt sich als alter Schulfreund von Tōmas Vater heraus und kommt von da an häufiger zum Trinken vorbei. Seine Tochter Haruka, die sich ebenfalls sehr für Baseball interessiert, wird nach einiger Zeit zur Managerin des Klubs – nicht unbedingt zur Begeisterung ihres Vaters, denn sie wird von den Jungs sofort umschwärmt. Sogar der Frauenschwarm Sōichirō, der regelmäßig mit wechselnden Mädchen ausgeht, scheint sich für sie zu interessieren. Doch Beziehungen innerhalb des Klubs werden verboten. Außer im Klub machen die Brüder auch weitere neue Bekanntschaften: Über Arisa Mita, die sich als Rivalin von Otomi sieht, erfährt Sōichirō von Hiroki, dem Ass der Tōshū, mit dem sie zusammen ist. Schließlich kommt es zu einem Übungsspiel zwischen den beiden Schulen, bei dem die Tōshū zu Arisas Freude gewinnen kann. Auch Otomi ist überrascht, denn sie hält viel auf ihre Brüder, vor allem Tōma. Doch die Meisei hat der hoch gehandelten Tōshū ein unerwartet schweres Spiel geliefert, sodass man auch hier nicht unzufrieden ist. Bald darauf lädt Haruka Tōma zu einem Ausflug ein, bei der sie einen Ort ihrer Kindheit erkunden. Sie offenbart, dass die beiden sich schon als kleine Kinder kannten. Tōma kann sich nicht daran erinnern, während die anderen Jungs eifersüchtig auf ihn sind. Zufällig lernen sie bei dem Ausflug auch das Team der Seinan-Oberschule kennen und deren Trainer Nishimura sowie deren Sohn, das Ass der Mannschaft. Wie viele andere schwärmt der junge Nishimura für Otomi, seit er sie kennengelernt hat. Und schließlich lernen die Geschwister die Akai-Brüder kennen. Der jüngere Ryō geht mit Otomi in eine Klasse und spielt erfolgreich im Fußball-Klub. Auch er ist in Otomi verliebt, während Arisa für ihn schwärmt und sie daher als Rivalin sieht. Doch Ryō sieht sich stets im Schatten seines älteren Bruders Tomohito, wie beiden Tachibanas der Stiefbruder nach erneuter Heirat der Eltern. Der ist als Batter bereits bekannt und das Ass im Baseball-Klub der Kenjō-Oberschule. Die war wie die Meisei früher erfolgreich, ist aber nun schon lange zurückgefallen und will sich wieder nach oben kämpfen.
So beginnt das Baseball-Turnier der Oberschulen in der Region Ost-Tokio um den Einzug in die Landesmeisterschaft. Die Meisei trifft gleich als erstes auf die Kenjō. Obwohl die Kenjō, nicht nur mit ihrem Ass, eine starke Mannschaft hat, gelingt es vor allem durch Tōmas Pitching, dass die Meisei das Spiel gewinnt. Bei den folgenden Spielen gelingen ihnen die Siege noch leichter, sodass die Meisei erstmals seit langem wieder große Aufmerksamkeit bekommt und zum Überraschungs-Aufsteiger des Turniers wird. Manche ältere erinnern sich an den Sieg der Meisei 30 Jahre zuvor. Und einige der Spiele erinnern in ihren Paarungen auch daran. Otomi macht sich Sorgen, dass der Druck für Tōma zu viel werden könnte, aber der lässt all das nicht an sich heran. Aber durch die vielen, durchaus unerwarteten Siege, ist die Mannschaft nicht darauf vorbereitet gewesen, so viele Spiele hintereinander zu bestreiten. Tōma verliert langsam aber sichtbar an Kondition. So muss er schließlich bei einem Spiel aussetzen und der Rest der Mannschaft zeigen, dass sie auch ohne ihr Ass gewinnen können. Im Halbfinale stehen sie dann gegen die Tōshū und ihr Ass Hiroki. Er und Tōma bestimmen mit ihrem Pitching das Spiel, das sich lange ohne Punkte hinzieht. Schließlich kann die Tōshū den ersten und damit entscheidenden Punkt machen und die Meisei aus dem Turnier werfen.

## Veröffentlichung
Die Serie erscheint seit Mai 2012 im Magazin Gekkan Shōnen Sunday des Verlags Shogakukan. Zwischen Mai und September 2020 pausierte die Serie wegen Auswirkungen der COVID-19-Pandemie. Der Verlag brachte die Kapitel auch gesammelt in bisher 23 Bänden heraus (Stand: Februar 2025). Der erste verkaufte sich über 280.000 Mal in den ersten fünf Wochen nach Veröffentlichung. Beim zweiten waren es über 345.000 Exemplare in vier Wochen. Der dritte Band gehörte dann mit 650.000 Exemplaren in der Erstauflage zur drittstärksten Erstauflage des Verlages 2014 und auch nachfolgende Bände verkauften sich erfolgreich. So stand der 17. Band 2021 mit 310.000 Exemplaren auf Platz 4 der größten Erstauflagen des Verlags. 2014 wurde die Serie für den Kōdansha-Manga-Preis in der Kategorie „Shōnen“ nominiert.
Die Serie wurde in mehrere Sprachen übersetzt. Eine französische Fassung erscheint bei Editions Tonkam und eine italienische bei Edizioni Star Comics. Auf Chinesisch erscheint der Manga bei Ching Win Publishing in Taiwan und bei Jonesky Limited in Hongkong.

## Animeserie
Eine Adaption des Mangas als Anime entstand bei OLM. Regie führte bei der ersten Staffel von 2019 Toshinori Watanabe, bei der zweiten von 2023 dann Tomohiro Kamitani. Hauptautor ist Atsuhiro Tomioka. Das Charakterdesign entwarf Takao Maki und die künstlerische Leitung lag bei Kazuhiro Arai. Für den Ton war Toshiki Kameyama verantwortlich, für die Kameraführung Tatsumi Yukiwaki und die Computeranimationen leitete Shūji Koide.
Die erste Staffel mit 24 Folgen wurde vom 6. April bis zum 28. September 2019 bei Nippon TV und Yomiuri TV in Japan gezeigt. Die zweite Staffel startete voµ 1. April bis 23. September 2023. Parallel zur Ausstrahlung in Japan wurde der Anime international per Streaming veröffentlicht. Die Plattform Crunchyroll brachte die Folgen mit englischer Synchronisation und mit Untertiteln in Deutsch, Englisch, Spanisch, Portugiesisch, Russisch und Arabisch heraus.

### Synchronisation
| Rolle              | Japanische Stimme (Seiyū) |
| ------------------ | ------------------------- |
| Sōichirō Tachibana | Yūma Uchida               |
| Tōma Tachibana     | Yūki Kaji                 |
| Otomi Tachibana    | Maaya Uchida              |
| Mayumi Tachibana   | Kikuko Inoue              |
| Eisuke Tachibana   | Wataru Takagi             |
| Gorō Ōyama         | Taiten Kusunoki           |
| Haruka Ōyama       | Kana Hanazawa             |
| Ichiban Natsuno    | Daiki Kobayashi           |
| Tadashi Imagawa    | Nobuaki Kanemitsu         |

### Musik
Die Musik der Serie stammt von Norihito Sumitomo. Die Vorspannlieder sind:
- equal von Sumika
- VS von Porno Graffitti
- Starting Over von Sumika
- Amaryllis von Blue Encount

Die Abspanne wurden unterlegt mit:
- Kimi ni Todoku Made von Little Glee Monster
- Kimi ni Tsutaeta Story von Qyoto
- Haru no Oto von miwa
- Ima Kono Toki o von Little Glee Monster